# Melanargia lachesis
Melanargia lachesis är en fjärilsart som beskrevs av Jacob Hübner 1790. Melanargia lachesis ingår i släktet Melanargia och familjen praktfjärilar. IUCN kategoriserar arten globalt som livskraftig. Inga underarter finns listade i Catalogue of Life.

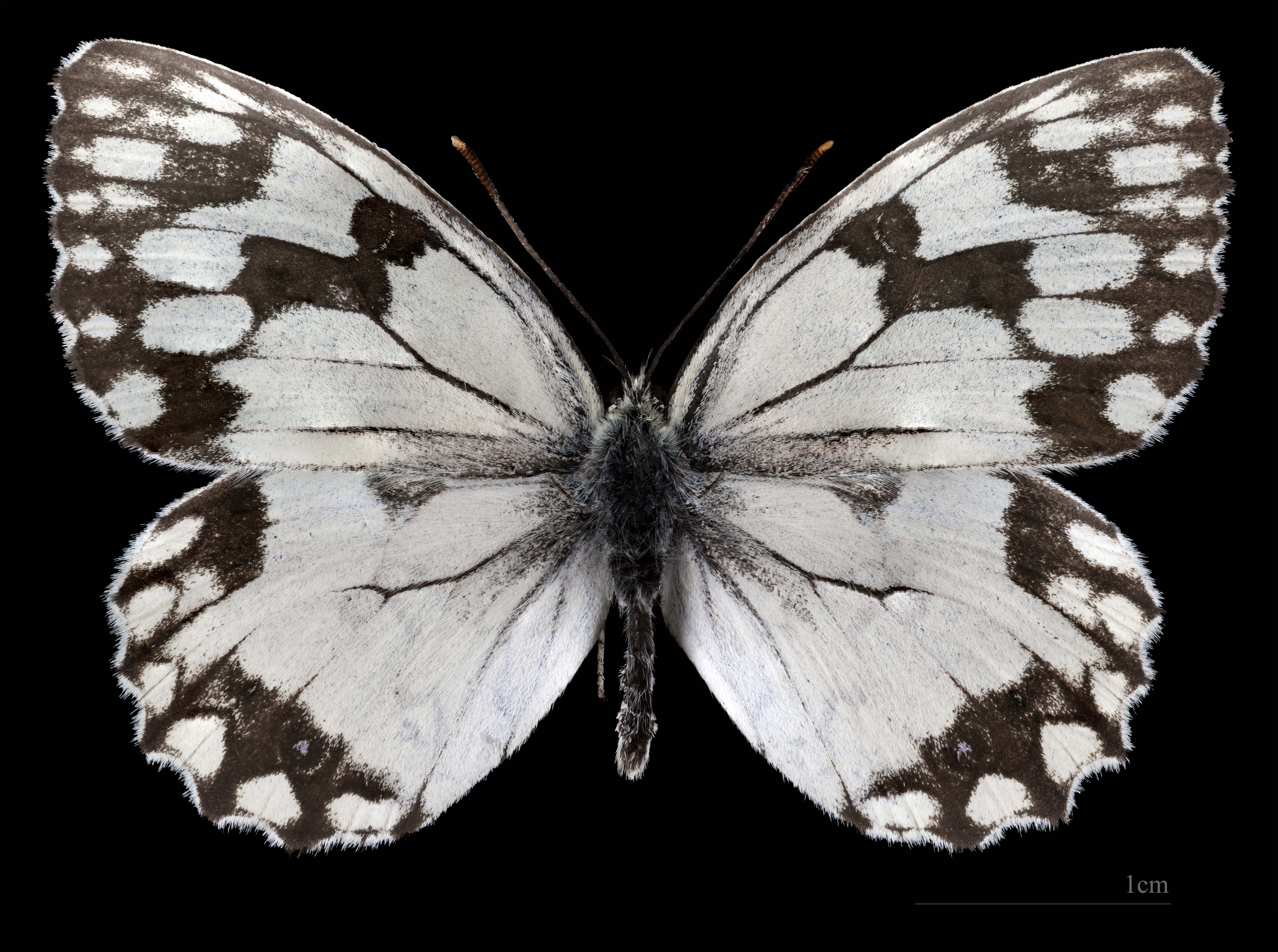
Melanargia lachesis  ♂
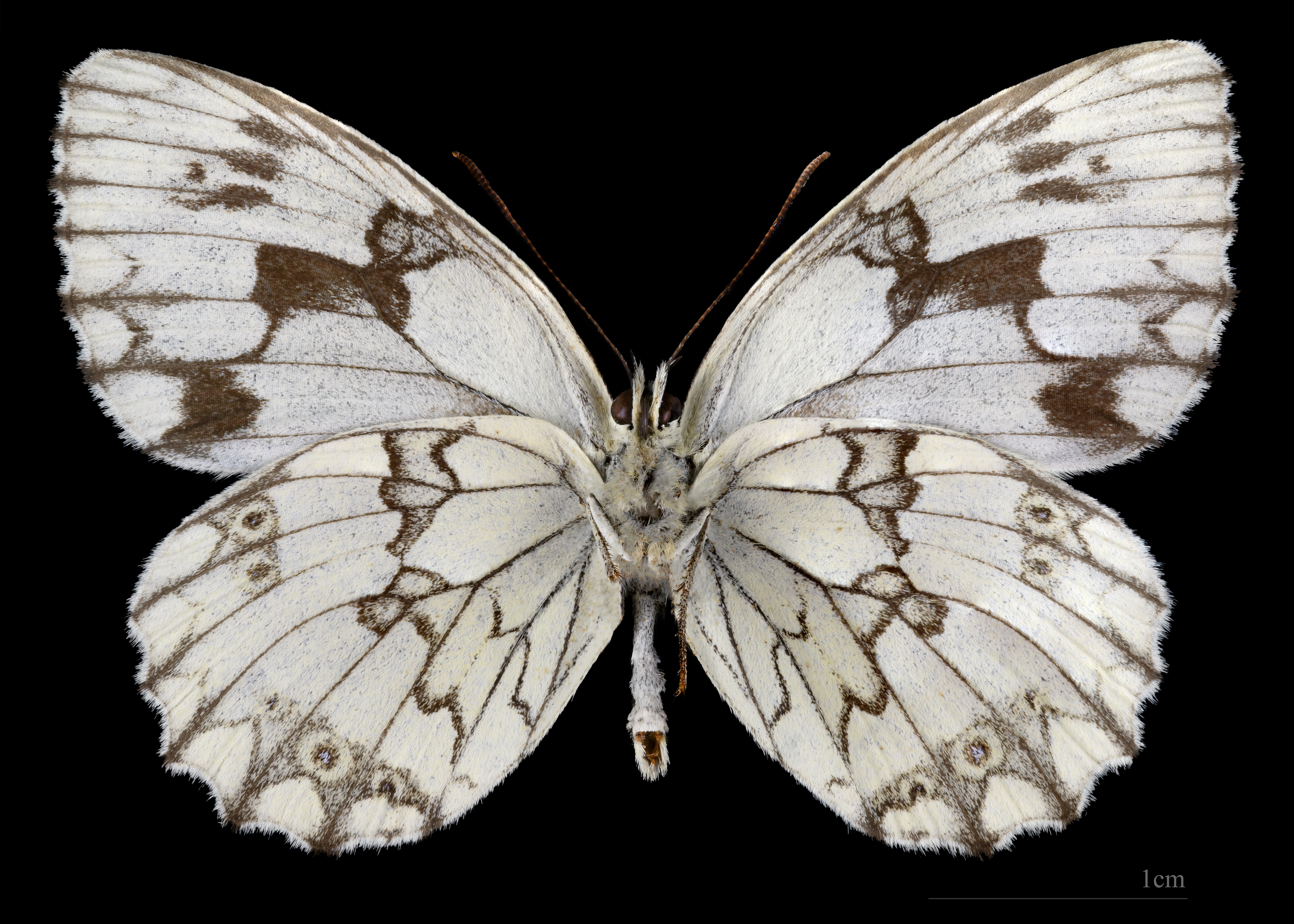
Melanargia lachesis ♂   △
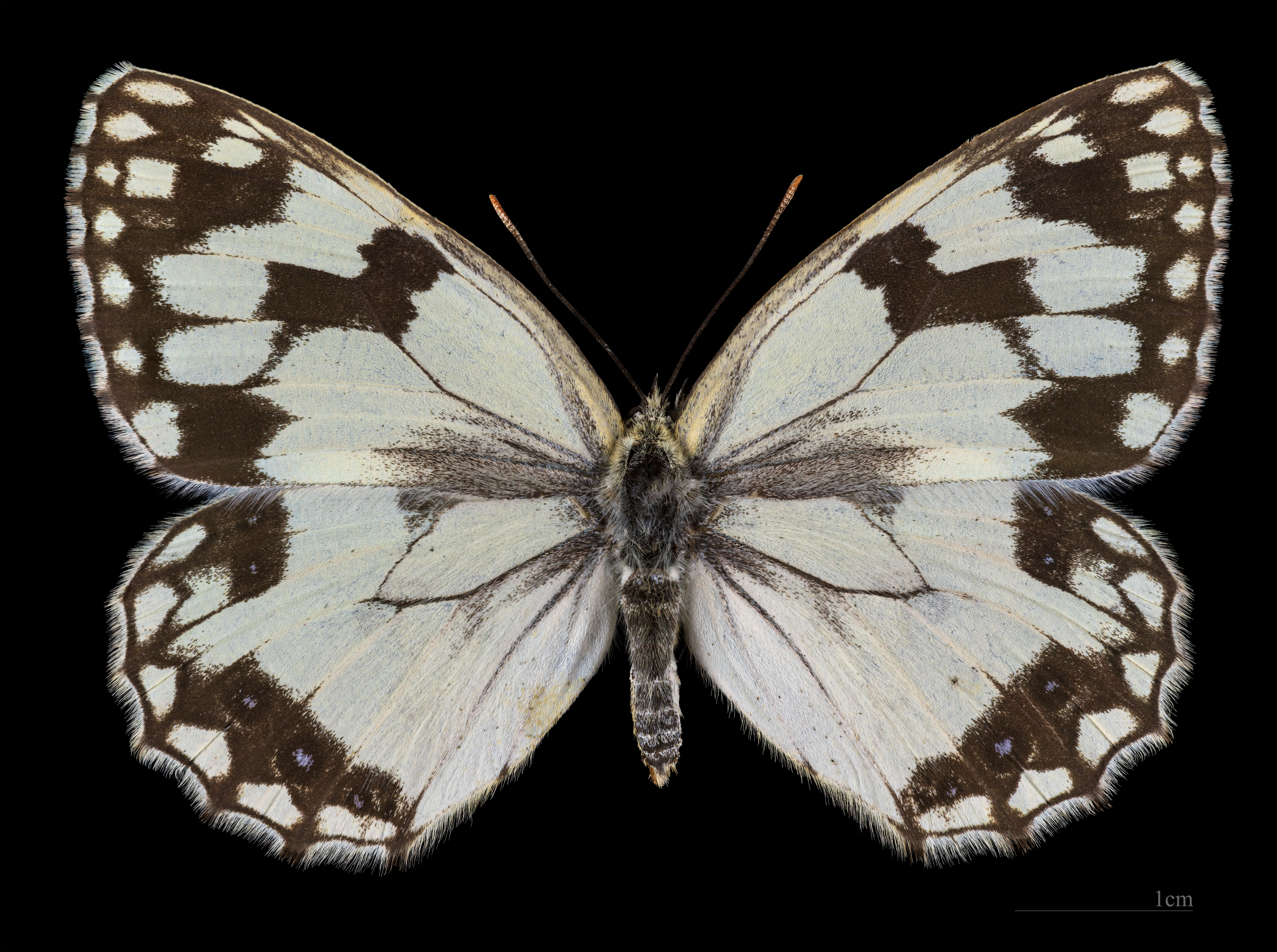
Melanargia lachesis  ♀
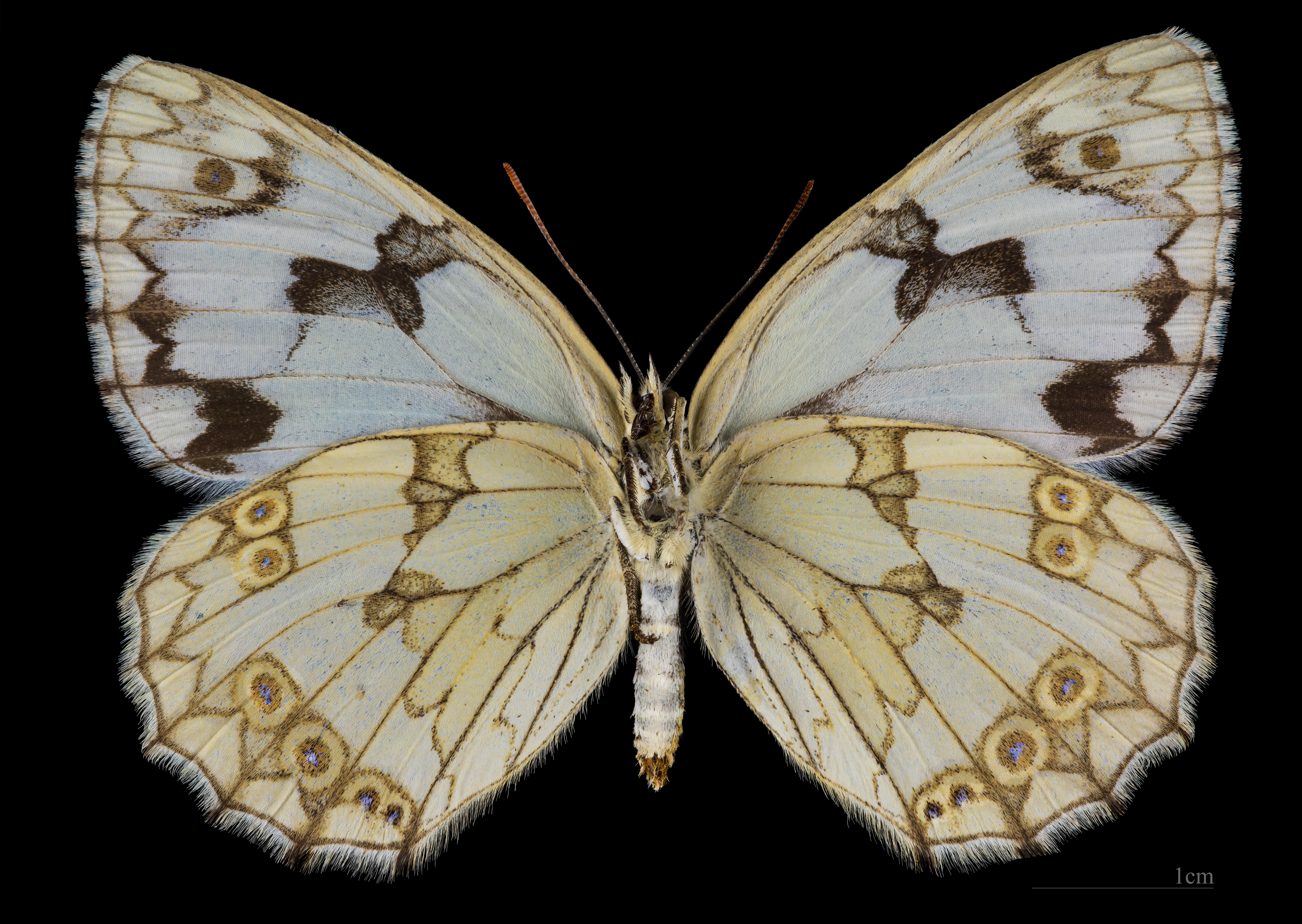
Melanargia lachesis ♀   △

## Bildgalleri

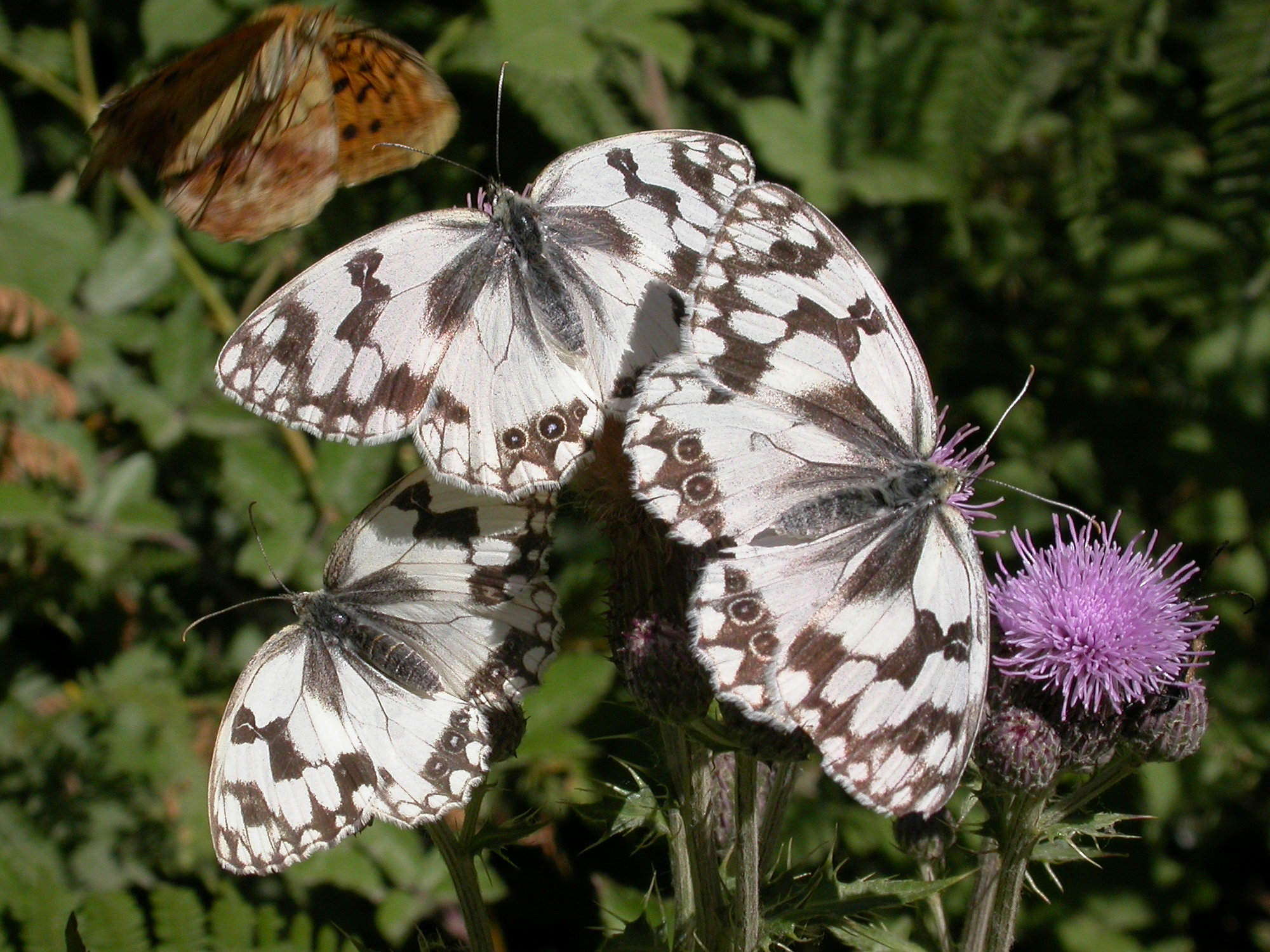
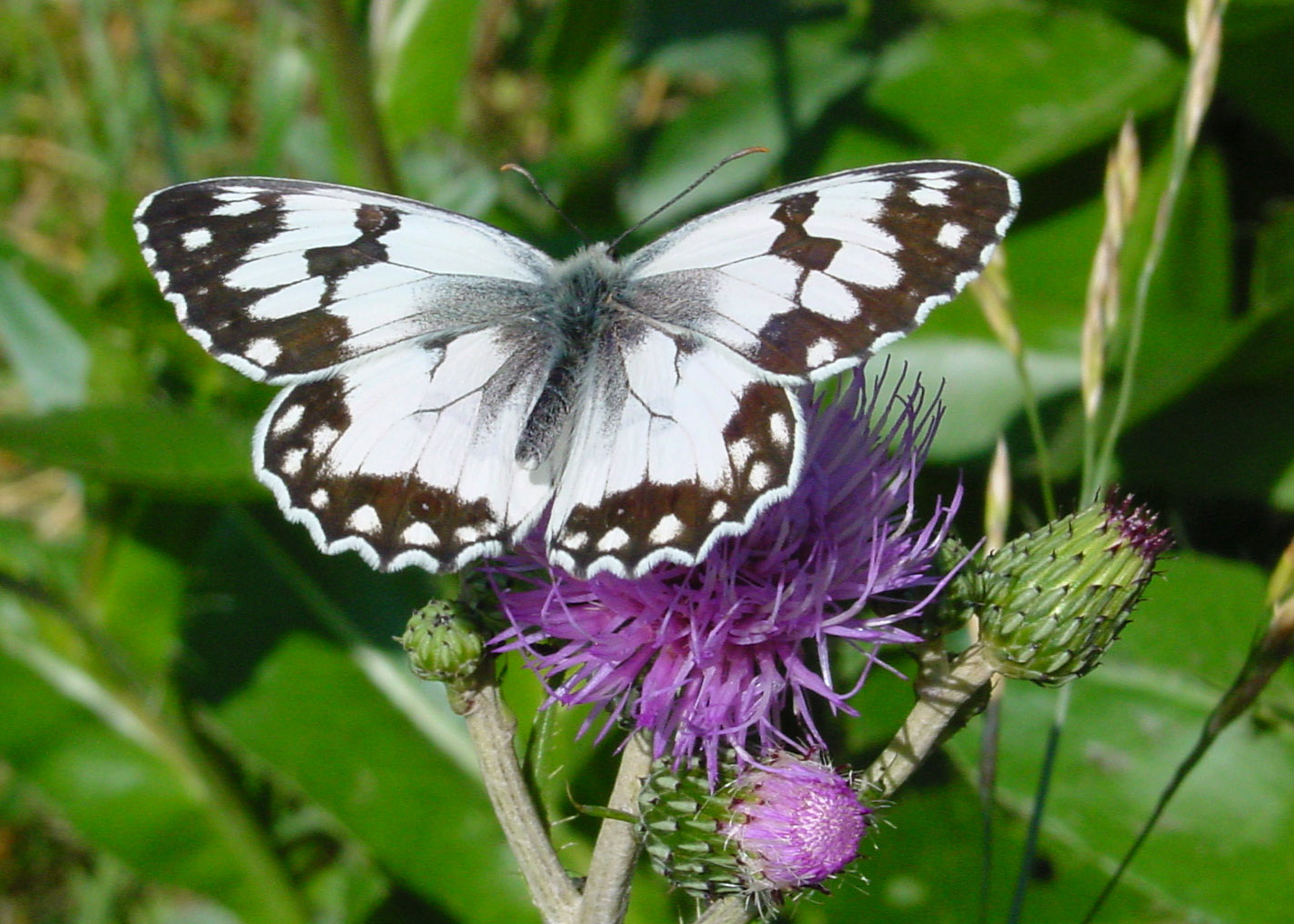
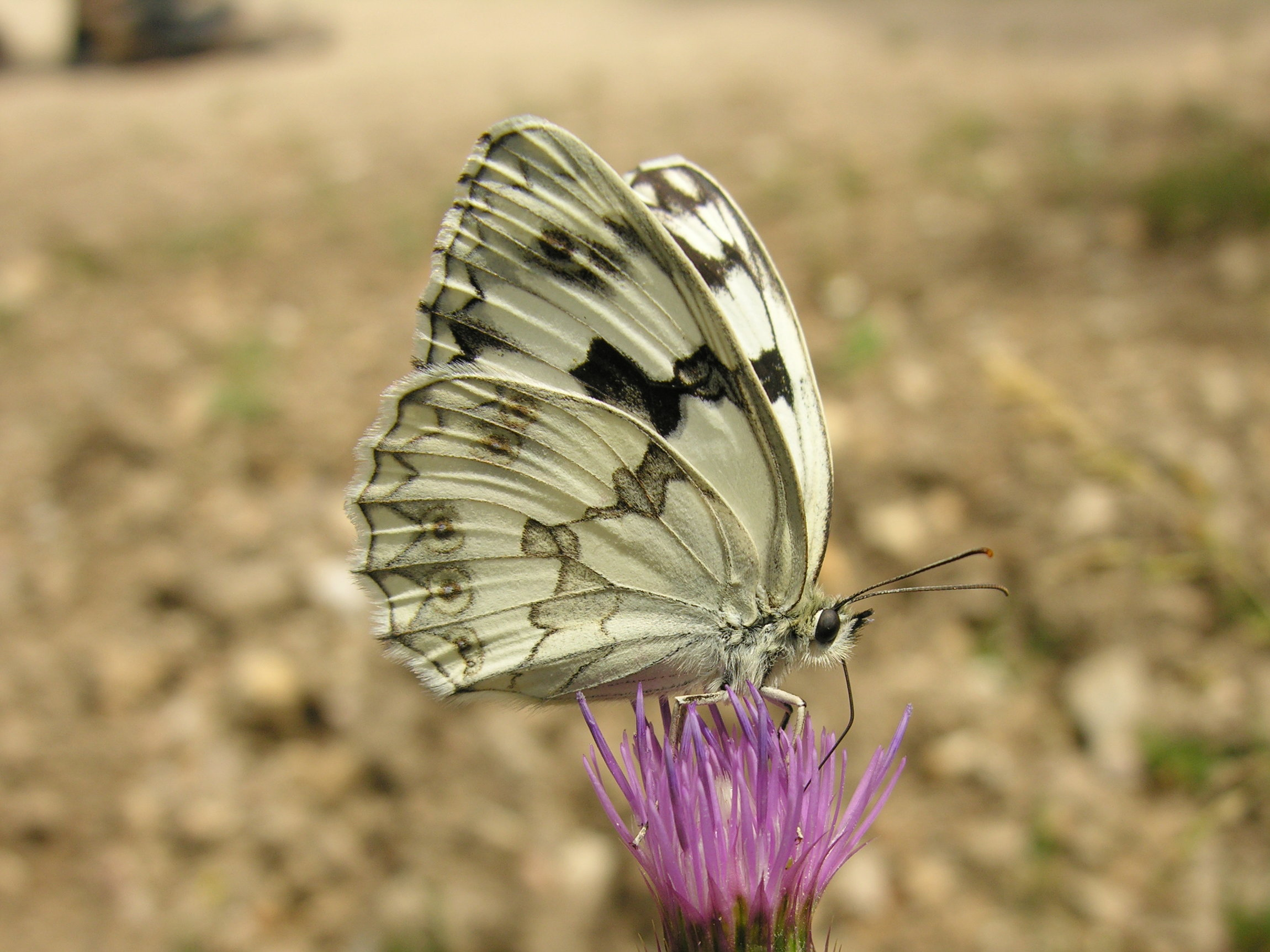
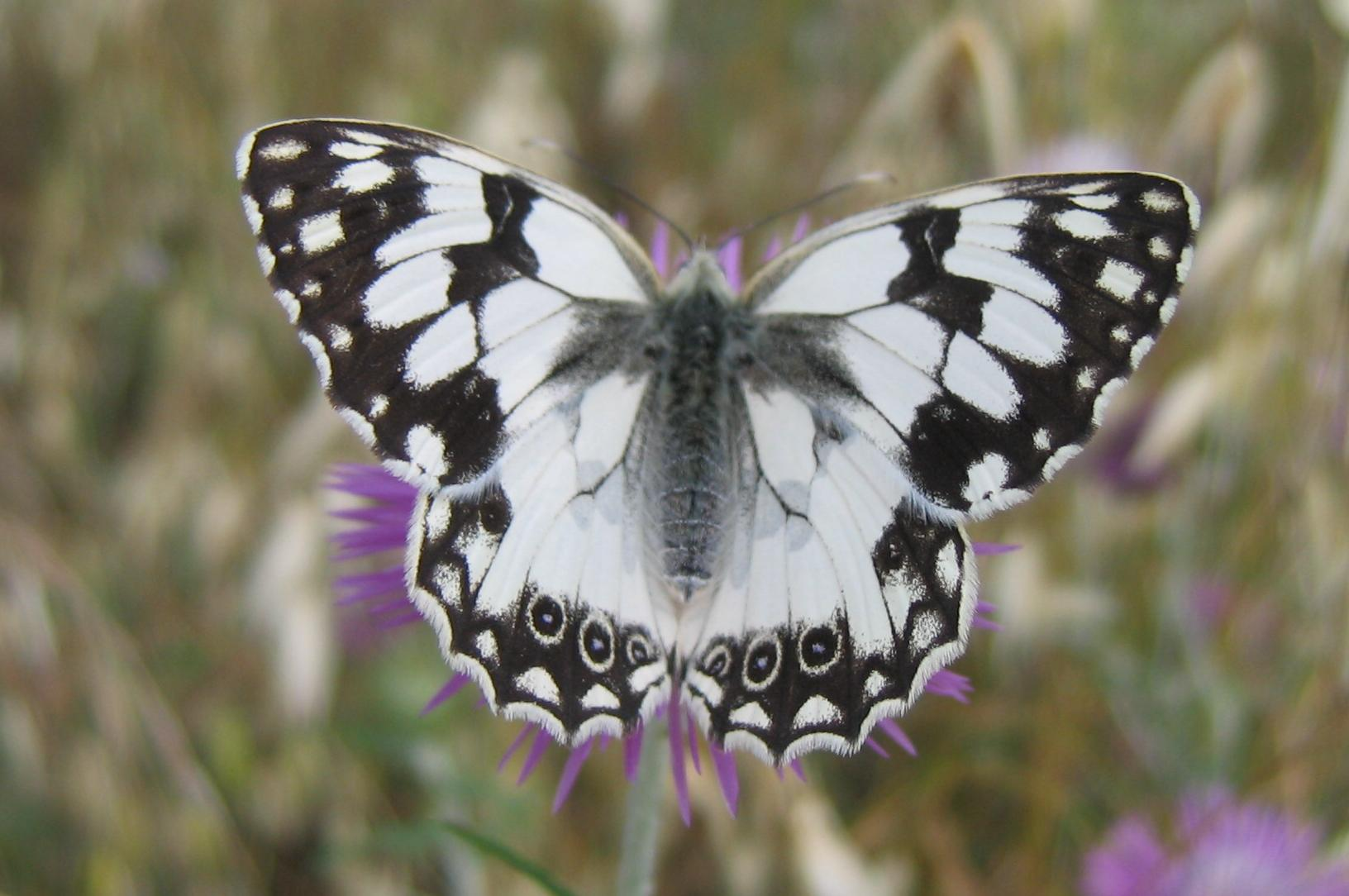